# Andrew av Fløtum
Andrew av Fløtum (Tórshavn, 13 giugno 1979) è un ex calciatore faroese, di ruolo attaccante.